# Кванбок (станция метро)
«Кванбок» (кор. 광복 — Возрождение) — станция Пхеньянского метрополитена. Расположена на линии Хёксин за станцией «Конгук» и является конечной.
Открыта 9 сентября 1985 года в составе третьего участка линии Хёксин «Хвангымболь» — «Кванбок».